# Királyi palota (Ahet-Aton)
Az amarnai királyi palota Ahet-Aton (ma El-Amarna) városközpontjában állt, a város főútja (mai nevén az ún. Királyi út) két oldalán. Az út nyugati oldalán terült el a palotakomplexum legnagyobb része, a keleti oldalon vele szemben állt az ún. Király háza, mellyel az út fölött átívelő híd kötötte össze, valamint a kis Aton-templom. A hatalmas palotakomplexum északról határos volt a nagy Aton-templommal; közvetlen szomszédságában olyan épületek álltak, mint a levéltár, az Életház és a rendőrkapitányság. A város nagy részéhez hasonlóan a palotából is alig maradt meg valami, de részben sikerült kikövetkeztetni, milyen lehetett.

## A király háza
Az ún. Király háza, mely az út keleti oldalán állt, U alakú épület volt egy 123×140 méter alapterületű telken. A négyszögletes területnek a déli részét foglalta el a tulajdonképpeni királyi lakrész, mely hasonlított felépítésében a város nemesi villáihoz: oszlopos előcsarnokából (melyben 7 sorban 6-6 faoszlop állt) nyílt egy szintén oszlopos hátsó csarnok, melyből további helyiségek, köztük a fáraó lakosztálya – melyhez külön fürdőszoba és latrina is tartozott, a szoba falait a királyi család képei díszítették – és a gyermekek lakrésze, ahol hat szoba volt. Az előcsarnokból szentély is nyílt, melyben oltár állt.
A királyi lakrész bejárata és a telek északi, pülónos bejárata közt kert terült el, rajta fákkal szegélyezett út vezetett végig. A kerttől és a királyi lakrésztől keletre raktárhelyiségek terültek el, nyugatra pedig egy udvar, ahonnan a szolgák lakrésze nyílt (ez az épületrész közvetlenül határos volt a főúttal), valamint innen lehetett feljutni a főút fölött átívelő hídra. A szolgák lakrésze L alakú volt, egy udvarból nyíló szobákból állt, valamint egy nagyobb lakrészből, melyből külön folyosó vezetett a kertbe.
A Király házát a palotakomplexumnak az út túloldalán fekvő részével összekötő fedett híd téglából épült és cédrusfagerendákkal erősítették meg. A híd három nyílású volt, a középső volt a legszélesebb. A legelterjedtebb feltételezés szerint ezen a hídon volt az ún. megjelenések ablaka, melyet több sírban is ábrázolnak.

## A nyugati palotarész

### A palotaközpont
A palotaközpont volt a komplexum egyetlen része, mely nem téglából, hanem kőből épült. Tőle északra és keletre a hárem, délre a koronázási csarnok helyezkedik el. Felépítése szimmetrikus egy, a királyi úttal párhuzamos (nagyjából észak-déli) tengely mentén. Északon első helyisége egy széles udvar, melynek falai mentén Ehnaton kvarcit- és gránitszobrai, valamint Nofertiti kvarcitszobrai álltak; a déli oldalon állószobrok, kétoldalt ülő szobrok. Ettől nyugatra ismeretlen rendeltetésű kőépület állt.
Magának az épületnek a bejárata előtt három sorban négy-négy pálmaforma homokkőoszlop állt. A bejáraton belépve a tengelyre merőleges, keskenyebb oszlopcsarnok következik, mindkét oldalon 2 sorban 7-7 oszlop. Ez nyílik a nagy központi udvarba.
A központi udvart keletről és nyugatról is udvar szegélyezi. A keleti udvart köti össze a Királyi út fölött átívelő híd a király házával. Az udvarok bejárataihoz gránitbalusztráddal szegélyezett rámpa vezet (mindkét udvarnak három oldalán egy-egy ilyen bejárat van, a központi udvarral határos oldalán pedig 3-3, ezek közül kettő a központi udvarral, egy a bejárat utáni  oszlopcsarnokkal köti össze). Ez az elrendezés, mely lehetővé tette, hogy lovaskocsival be lehessen járni az épületrészt, talán mezopotámiai hatást mutat. A két szélső udvarnak az északi bejáratánál, valamint a keleti udvarnak a hídhoz vezető bejáratánál fedett oszlopsor állt. A központi udvarban kétoldalt az első két rámpát mindkét oldalon 6-6 alabástromsztélé veszi körül, melynek mindkét oldalára az Atont imádó királyi családot faragták.
A központi udvarból dél felé továbbhaladva egy vele azonos méretű központi csarnokba lehetett jutni. Ebben nyolc sorban nádforma mészkőoszlopok álltak, minden sorban 12. A négy középső oszlopsor magasabb volt, itt magasabban lehetett a tető, amibe így oldalt ablakokat lehetett vágni. Keletre és nyugatra négyszögletes, süllyesztett udvar volt, melyet oszlopok vettek körül, északra és délre helyiségek nyíltak belőlük. Ezeken a négyszögletes udvarokon túl egy-egy udvar állt. Ezekbe pavilonokat terveztek, de csak egy készült el.
A központi csarnok déli oldalához rámpa vezetett fel, valószínűleg itt is terveztek valamit, ami azonban nem készült el.

### A hárem
A női lakrész a Királyi út és a palotaközpont közt terült el, észak felé túlnyúlva a palotaközponton, egészen a szolgák lakrészéig. Bejárata egy udvarba nyílt, melyet fal osztott keleti és nyugati részre. Az udvartól északra és délre terült el a hárem; az északi rész jelentősen nagyobb volt és folyosó veszi körül, ahol valószínűleg az őrök jártak. Mind az északi, mind a déli hárembe csak a központi udvarból lehet bejutni.
Az északi háremben négyzetes alaprajzú központi csarnok van, ebből délkeletre oszlopcsarnok nyílik, benne tizenkét, fajanszberakású oszlop. A padlót hadifoglyok és madarak képe díszíti. A központi csarnokból lakrészek is nyílnak, nyugatra három, keletre kettő; itt élhettek az udvar hölgyei. Mind az öt lakrész egy nagyobb, egyoszlopos szobából és két kisebb helyiségből állt.
A központi csarnoktól északra oszlopcsarnokok voltak, majd egy süllyesztett kert, északi végében vízmedencével. A kertet kétoldalról oszlopsor vette körül, ezeken túl kisebb helyiségek (talán raktárak) voltak.
A déli hárem egy hosszúkás kertből áll, melyből egyik oldalon egy udvar nyílik, az udvarból pedig két lakrész, mindkettőben egy nagyobb csarnok és négy kisebb helyiség. A kert másik oldalán a kerttel párhuzamos keskenyebb oszlopcsarnok található, ezen túl négyszögletes csarnok, ebből pedig szobák.

### A szolgák lakrésze
A szolgák lakrésze volt a komplexum legészakibb része, a háremtől északra helyezkedett el. A három, pülónos bejáratú épületrész közül az első kettőben raktárhelyiségek voltak, a legészakibb volt a szolgák lakrésze. Itt a házak nagyban hasonlítottak a keleti munkásfalu házaihoz: kétoszlopos előszobájukból, melyben kőemelvény is volt, kétoszlopos lakószoba nyílt, ebből hátul még két helyiség, benne polcok a falban. Minden házból lépcső vezetett a tetőn lévő helyiségbe. A házaknak téglából kirakott padlójuk volt, melyet esetenként bevakoltak fehérre.

### A koronázási csarnok
A koronázási csarnok, mely a palotaközponttól délre helyezkedik el, a palotaegyüttes legkésőbb felépült része. Több helyen Ehnaton társuralkodója, Szemenhkaré nevét találták meg a régészek, ebből arra következtettek, hogy lehetséges, hogy a csarnok az ő koronázásával kapcsolatos ünnepségekre épült a 15. év körül. A csarnok megközelítően négyzetes alaprajzú. Bejárata nagyjából észak felé nyílik, első helyisége egy udvar, melyet három oldalról oszlopok vesznek körbe. Innen kelet és nyugat felé is 2-2 hosszú csarnok nyílik, mind a négyben oszlopok sorakoznak. Dél felé egy hatalmas csarnok nyílik, melynek közepén folyosó húzódott végig, mindkét oldalán pedig 16 sorban 17 négyszögletes oszlop állt. Díszítésének témáját növények adták; a sárga mennyezetre szőlőindákat festettek. Ebből a nagy középső csarnokból dél felé egy kisebb, süllyesztett udvar nyílt, melyből kelet és nyugat felé hosszú oszlopos csarnokok nyíltak. A teljes koronázási csarnok területén 544 oszlop állt.